# Атанасіос Цакалоф
Атанасіос Цакалоф (грец. Αθανάσιος Τσακάλωφ), справжнє ім'я Атанасіос Нікіфорос (грец. Αθανάσιος Νικιφόρος, 1790, Яніна — 1851) — діяч грецького національно-визвольного руху, один із трьох засновників таємного товариства «Філікі етерія» в Одесі, яке мало на меті підготовку збройного повстання.

## Біографія
Народився в місті Яніна, Епір, в родині А. Нікіфороса, який розвинув торгівлю хутром в Москві. Освіту здобув в Яніні в школі Марусі, директором якої був Афанасій Псалідас. Ще у школі він вивчив французьку, російську та італійську мови. Ще хлопчиком його викрали для сина Алі-Паші Мухтара, але мати змогла завдяки родинним зв'язкам його визволити. після чого хлопчика спішно переправили в Москву до батька. Саме тоді Атанасіос, все ще перестраховуючись, отримав своє нове прізвище Цакалоф, або Цакалов.
Згодом Атанасіос поїхав навчатись до Парижу, де брав участь у створенні товариства «Грекомовна компанія». Потім переїхав до Відня, де зустрівся з Іоанном Каподістрією, який тоді був міністром закордонних справ Росії. Нарешті, він переїжджає до Москви, де знайомиться з Ніколаосом Скуфасом, також вихідцем з Епіру. Удвох Скуфас і Цакалоф готують основу для створення таємного товариства.
1814 року Скуфас, Цакалоф спільно із Еммануїлом Ксантосом створюють в Одесі товариство «Філікі Етерія», яка поставила собі за мету всегрецьке збройне повстання. У липні 1818 року Цакалоф переїжджає до Одеси, яка стала на той час значним портом, де проживала значна організована грецька громада. Тут він продовжив методичну організацію товариства і вербував нових членів. Того самого 1818 року разом з Антімосом Газісом Цакалоф виїхав до Константинополя, де продовжив вербувати нових членів товариства.
В ході численних поїздок з Константинополя до Смірни, грецькі області Македонію, Фессалію, Фракію його діяльність спрямовувалась на розширення лав товариства, але при дотриманні конспірації. Один з перших членів суспільства Ніколаос Галатіс своїми провокаційними діями створив загрозу розкриття Етерії. Керівництво Етерії доручив Цакалофу організувати ліквідацію Галатіса. Цакалоф разом з Дімітропулосом взяли Галатіса з собою в поїздку на Пелопоннес в листопаді 1819 року, де у містечку Ерміоні Дімітропулос вбив Галатіса. Цакалоф був змушений тікати і через півострів Мані дістався італійського міста Піза, де залишався до початку Грецького повстання 1821 року.
1821 року Цакалоф негайно виїхав до Дунайських князівств, де почалися перші бої. Тут він стає ад'ютантом Олександра Іпсіланті, який ще 1820 року погодився очолити Флікі Етерію, бере участь разом зі «Священним Корпусом» в битві при Драгашанах. Після поразки етерістів, йому вдається повернутися в Грецію та взяти участь у визвольній війні.
Після закінченням війни та звільненням південних областей Греції, Цакалоф представляв Аргос, який залишився під османським контролем, на Національних Зборах 1832 року. В добу правління Іоанніса Каподістрії Цакалоф очолив бухгалтерію армії. Влітку 1832 року Атанасіос Цакалоф залишив Грецію і переїхав до Москви, де і прожив до самої смерті в 1851 році.